# Yamaoka Kōtarō

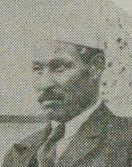
Ömer Yamaoka, 1924

Yamaoka Kōtarō (japanisch 山岡 光太郎; * 7. März 1880 in Fukuyama; † 1959) war ein japanischer Spion. Er konvertierte zum Islam, war der erste japanische Hāddsch und nahm den Namen Ömer/Omar Yamaoka (オマル山岡 Omaru Yamaoka) an.

## Leben

### Jugend und Ausbildung
Nach seiner Schulzeit schrieb sich Yamaoka in Tokio an der Fremdsprachenschule Tokio (heute: Fremdsprachenuniversität Tokio) in der neu gegründeten Abteilung für russische Sprache ein. Das Studium schloss er 1903 ab.

### Geheimdiensttätigkeit am Festland
Er wurde im beginnenden Russisch-Japanischen Krieg im darauffolgenden Jahr als Teil der japanischen Armee in die Mandschurei gesandt. Seine Aufgaben lagen im Bereich der Aufklärung. Nach Kriegsende blieb er weiterhin als Spion in der Mandschurei, der Mongolei und Korea tätig. Seine Basis war dabei die Kleinstadt Chang-tu (昌图, 42° 47′ N, 124° 6′ O) an der Bahnlinie von Lüshunkou nach Harbin, in der die Besatzungstruppen einen Kommandoposten eingerichtet hatten. Der dortige Kommandeur, Ōhara Takeyoshi, stammte ebenfalls aus Fukuyama. Beide unterstanden dem Oberst Fukushima Yasumasa, Chef der militärischen Aufklärung. Während dieser Zeit wurde er Mitglied der nationalistischen Kokuryūkai („Amur-Bund“; in englischer Literatur meist: Black Dragon Society, die japanischen Zeichen für den Fluss Amur können so gelesen werden.). Yamaokas Auftrag war 1908 erfüllt, er kehrte nach Japan zurück.
Der japanische Geheimdienst suchte sich die tatarischen Gemeinschaften, die sich seit Beginn des Baus der transsibirischen Eisenbahn 1891 im Fernen Osten bildeten, dienstbar zu machen, da erkannt worden war, dass diese als Opposition gegen den Zaren genutzt werden konnte. Dazu wurde auch der pan-islamistische Agitator Abdurresid Ibrahim, der sich 1909 in Tokio aufhielt, gefördert.

### Haj
Wohl hauptsächlich um der pan-asiatischen Sache (d. h. dem japanischen Imperialismus) zu dienen, trat Yamaoka zum Islam über. Der eigentliche Übertritt erfolgte am 1. November 1909 in Bombay, wo er sich mit dem auf dem Rückweg befindlichen Abdurresid Ibrahim traf, um gemeinsam die Reise nach Istanbul fortzusetzen. Dies geschah im Auftrag der nationalistischen „Ajia Gikai“ („Asien erwache!“, gegr. 1909), und wohl auch seines ehemaligen Vorgesetzten Fukushima Yasumasa, der inzwischen in die höchsten Ränge des militärischen Geheimdienstes aufgestiegen war.
Das Schiff der beiden ankerte am 10. Dezember in Dschidda, sie erreichten tags darauf Mekka. Während ihres fast einmonatigen Aufenthalts wohnten sie bei einem Scheich tatarischer Herkunft. Am 21. Dezember plante Yamaoka den Berg Arafat zu besteigen und den Wuqfa-Ritus zu vollenden, er wurde jedoch durch ein Fieber daran gehindert. Beide betätigten sich propagandistisch unter den anderen Pilgern. Über Medina und Beirut reiste Yamaoka weiter und erreichte Istanbul am 3. März 1910.
Dort logierte er zunächst im Hotel Süflet einem bekannten Tatarentreffpunkt. Sein nomineller Auftrag war es gewesen, den Bau einer Moschee in Tokio vom Kalifen sanktionieren zu lassen (vgl. Tokyo Camii). Durch die Vermittlung Ibrahims gelang dies problemlos. Bis zu seiner Abreise verfasste er etliche Beiträge für Ibrahims Zeitschriften.
Die Rückreise nach Japan erfolgte über Odessa, Moskau und Sibirien im Juni 1910. Seine Erlebnisse in der arabischen Welt veröffentlichte er 1912.
Danach konzentrierte er sich auf Agitation unter chinesischen Muslimen.